# Sportjahr 1994
Liste der Sportjahre

◄◄ | ◄ | 1990 | 1991 | 1992 | 1993 | Sportjahr 1994 | 1995 | 1996 | 1997 | 1998 | ► | ►►

Weitere Ereignisse · Olympische Winterspiele

## Badminton
Höhepunkte des Badmintonjahres 1994 waren die Asienspiele, die Commonwealth Games, der Thomas Cup und der Uber Cup.

### World Badminton Grand Prix
| Veranstaltung       | Herreneinzel           | Dameneinzel         | Herrendoppel                            | Damendoppel                        | Mixed                                   |
| ------------------- | ---------------------- | ------------------- | --------------------------------------- | ---------------------------------- | --------------------------------------- |
| Chinese Taipei Open | Heryanto Arbi          | Susi Susanti        | Rudy Gunawan Bambang Suprianto          | Finarsih Lili Tampi                | Michael Søgaard Gillian Gowers          |
| Japan Open          | Ardy Wiranata          | Susi Susanti        | Denny Kantono Ricky Subagja             | Chung So-young Gil Young-ah        | Jon Holst-Christensen Catrine Bengtsson |
| Korea Open          | Ardy Wiranata          | Bang Soo-hyun       | Peter Axelsson Pär-Gunnar Jönsson       | Chung So-young Gil Young-ah        | Michael Søgaard Gillian Gowers          |
| Swiss Open          | Thomas Stuer-Lauridsen | Camilla Martin      | Peter Axelsson Pär-Gunnar Jönsson       | Lotte Olsen Lisbet Stuer-Lauridsen | Peter Axelsson Marlene Thomsen          |
| Swedish Open        | Jens Olsson            | Bang Soo-hyun       | Rexy Mainaky Ricky Subagja              | Chung So-young Gil Young-ah        | Yoo Yong-sung Jang Hye-ock              |
| All England         | Heryanto Arbi          | Susi Susanti        | Rudy Gunawan Bambang Suprianto          | Chung So-young Gil Young-ah        | Nick Ponting Joanne Wright              |
| French Open         | Sun Jun                | Zhang Ning          | Aras Razak Amon Santoso                 | Helene Kirkegaard Rikke Olsen      | Liang Qing Peng Yun                     |
| Malaysia Open       | Joko Suprianto         | Susi Susanti        | Rexy Mainaky Ricky Subagja              | Ge Fei Gu Jun                      | Jan-Eric Antonsson Astrid Crabo         |
| Singapur Open       | Ardy Wiranata          | Ra Kyung-min        | Rexy Mainaky Ricky Subagja              | Ge Fei Gu Jun                      | Thomas Lund Marlene Thomsen             |
| Brunei Open         | Sun Jun                | Zhang Ning          | Cun Cun Haryono Victo Wibowo            | Peng Xinyong Zhang Jin             | nicht ausgetragen                       |
| Indonesia Open      | Ardy Wiranata          | Susi Susanti        | Rexy Mainaky Ricky Subagja              | Finarsih Lili Tampi                | Jiang Xin Zhang Jin                     |
| Canadian Open       | Lioe Tiong Ping        | Pernille Nedergaard | Ade Sutrisna Candra Wijaya              | Helene Kirkegaard Rikke Olsen      | Jürgen Koch Irina Serova                |
| US Open             | Thomas Stuer-Lauridsen | Liu Guimei          | Ade Sutrisna Candra Wijaya              | Helene Kirkegaard Rikke Olsen      | Jens Eriksen Rikke Olsen                |
| Dutch Open          | Poul-Erik Høyer Larsen | Lim Xiaoqing        | Denny Kantono S. Antonius Budi Ariantho | Peng Xinyong Zhang Jin             | Chris Hunt Gillian Gowers               |
| German Open         | Poul-Erik Høyer Larsen | Lim Xiaoqing        | Jon Holst-Christensen Thomas Lund       | Peng Xinyong Zhang Jin             | Thomas Lund Marlene Thomsen             |
| Denmark Open        | Poul-Erik Høyer Larsen | Camilla Martin      | Denny Kantono S. Antonius Budi Ariantho | Lim Xiaoqing Christine Magnusson   | Thomas Lund Marlene Thomsen             |
| Russian Open        | Chen Gang              | Xu Li               | Sergey Melnikov Nikolai Sujew           | Svetlana Alferova Marina Yakusheva | Liu Yong Li Qi                          |
| Thailand Open       | Joko Suprianto         | Susi Susanti        | Denny Kantono S. Antonius Budi Ariantho | Ge Fei Gu Jun                      | Tri Kusharyanto Minarti Timur           |
| Hong Kong Open      | Heryanto Arbi          | Bang Soo-hyun       | Rexy Mainaky Ricky Subagja              | Jang Hye-ock Shim Eun-jung         | Thomas Lund Marlene Thomsen             |
| China Open          | Alan Budikusuma        | Bang Soo-hyun       | Huang Zhanzhong Jiang Xin               | Ge Fei Gu Jun                      | Thomas Lund Marlene Thomsen             |
| Scottish Open       | Tomas Johansson        | Lim Xiaoqing        | Andrei Antropow Nikolai Sujew           | Katrin Schmidt Kerstin Ubben       | Jan-Eric Antonsson Astrid Crabo         |
| Grand Prix Finale   | Ardy Wiranata          | Susi Susanti        | Rexy Mainaky Ricky Subagja              | Ge Fei Gu Jun                      | Thomas Lund Marlene Thomsen             |

## Fußball
- Fußball-Weltmeisterschaft 1994

## Leichtathletik
- 6. Januar – Leroy Burrell, USA, lief die 100 Meter der Herren in 9,85 Sekunden.
- 23. Februar – Olga Kusenkowa, Russland, erreichte im Hammerwurf der Damen 66,84 Meter.
- 23. April – Olga Kusenkowa, Russland, erreichte im Hammerwurf der Damen 66,84 Meter.
- 25. Mai – Sun Caiyun, China, erreichte im Stabhochsprung der Damen 4,12 Meter.
- 4. Juni – Haile Gebrselassie, Äthiopien, lief die 5000 Meter der Herren in 12:57,0 Minuten.
- 22. Juni – Sun Caiyun, China, erreichte im Stabhochsprung der Damen 4,12 Meter.
- 1. Juli – Der deutsche Sportverein SCB Viktoria Köln wird durch Fusion des SC Brück mit dem SC Viktoria Köln gegründet.
- 5. Juli – Swjatlana Sudak, Belarus, erreichte im Hammerwurf der Damen 67,34 Meter.
- 6. Juli – Leroy Burrell, USA, lief die 100 Meter der Herren in 9,85 Sekunden.
- 22. Juli – William Sigei, Kenia, lief die 10.000 Meter der Herren in 26:52,2 Minuten.
- 31. Juli – Serhij Bubka, Ukraine, sprang im Stabhochsprung der Herren 6,14 Meter.
- 2. August – Noureddine Morceli, Algerien, lief die 3000 Meter Hindernis der Herren in 7:25,1 Minuten.
- 6. Oktober – Bu Lingtang, China, ging im 20.000-Meter-Gehen der Herren in 1:18:04 Stunden.

## Motorradsport

### Superbike-Weltmeisterschaft
- Der 29-jährige Brite Carl Fogarty gewinnt auf Ducati vor dem US-Amerikaner Scott Russell (Kawasaki) und dem Neuseeländer Aaron Slight (Honda) die Fahrerwertung. In der Konstrukteurswertung setzt sich Ducati vor Kawasaki und Honda durch.

Details: Superbike-Weltmeisterschaft 1994

## Rugby Union
- 24. April: England gewinnt das Finale der Frauen-Rugby-Union-Weltmeisterschaft in Edinburgh 38:23 gegen die Vereinigten Staaten.

## Tischtennis
- Tischtennis-Europameisterschaft 1994 25. März bis 4. April in Birmingham

## Geboren

### Januar

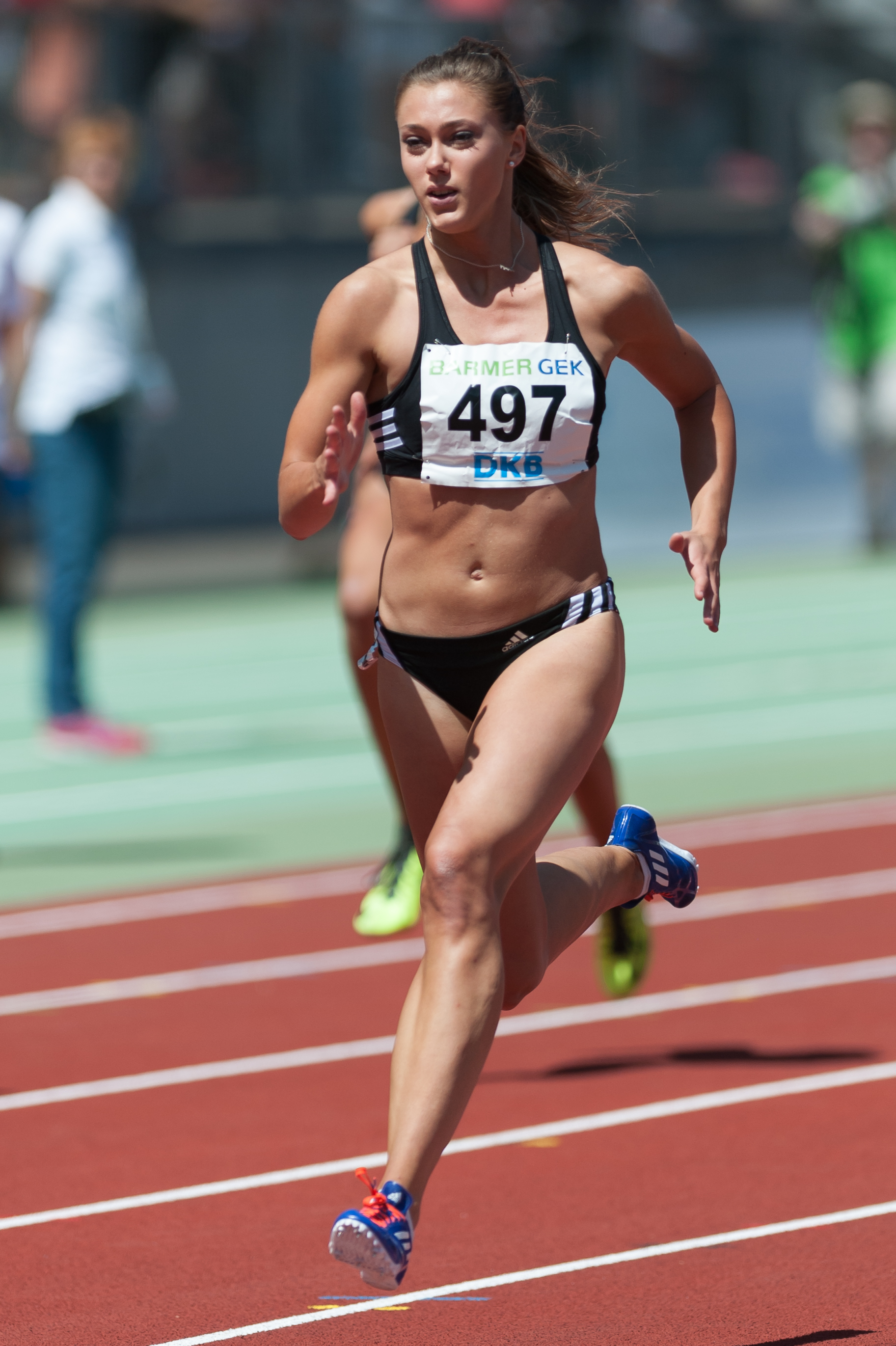
Anna-Lena Freese

- 01. Januar: Samsom Amare, eritreischer Leichtathlet
- 02. Januar: Sophie Fasold, US-amerikanische Handballspielerin
- 03. Januar: Isaquias Queiroz, brasilianischer Kanute
- 04. Januar: Tasi Limtiaco, mikronesischer Schwimmer
- 04. Januar: Nemanja Mladenović, serbischer Handballspieler
- 07. Januar: Thibault Corbaz, Schweizer Fußballspieler
- 07. Januar: Oleksandr Pjeljeschenko, ukrainischer Gewichtheber († 2024)
- 08. Januar: Thees Glabisch, deutscher Handballspieler
- 08. Januar: Robert Glatzel, deutscher Fußballspieler
- 08. Januar: Anna Wahls, deutsche Crosslauf-Sommerbiathletin
- 09. Januar: Blake Martinez, US-amerikanischer American-Football-Spieler
- 09. Januar: Maximilian Schachmann, deutscher Radrennfahrer
- 10. Januar: Mohammed Aman, äthiopischer Mittelstreckenläufer
- 10. Januar: Maciej Gębala, polnischer Handballspieler
- 10. Januar: Faith Kipyegon, kenianische Mittel- und Langstreckenläuferin
- 12. Januar: Jonas Maier, deutscher Handballspieler
- 13. Januar: Emmanuel Donkor, ghanaischer Badmintonspieler
- 14. Januar: Gisela Pulido, spanische Kitesurferin
- 16. Januar: Sebastian Mrowca, polnischer Fußballspieler
- 20. Januar: Verena Aschauer, österreichische Fußballspielerin
- 21. Januar: Dino Bošnjak, kroatischer Leichtathlet
- 21. Januar: Anna-Lena Freese, deutsche Leichtathletin
- 21. Januar: Laura Robson, britische Tennisspielerin
- 24. Januar: Griffin Reinhart, kanadischer Eishockeyspieler
- 24. Januar: Daniel-André Tande, norwegischer Skispringer
- 26. Januar: Stephanie Catley, australische Fußballspielerin
- 27. Januar: Paul George, irischer Fußballspieler
- 31. Januar: Silke Lippok, deutsche Schwimmerin
- 31. Januar: Jaron Siewert, deutscher Handballspieler
- 31. Januar: Florian Stritzel, deutscher Fußballtorwart
- 31. Januar: Kenneth Zohoré, dänischer Fußballspieler

### Februar

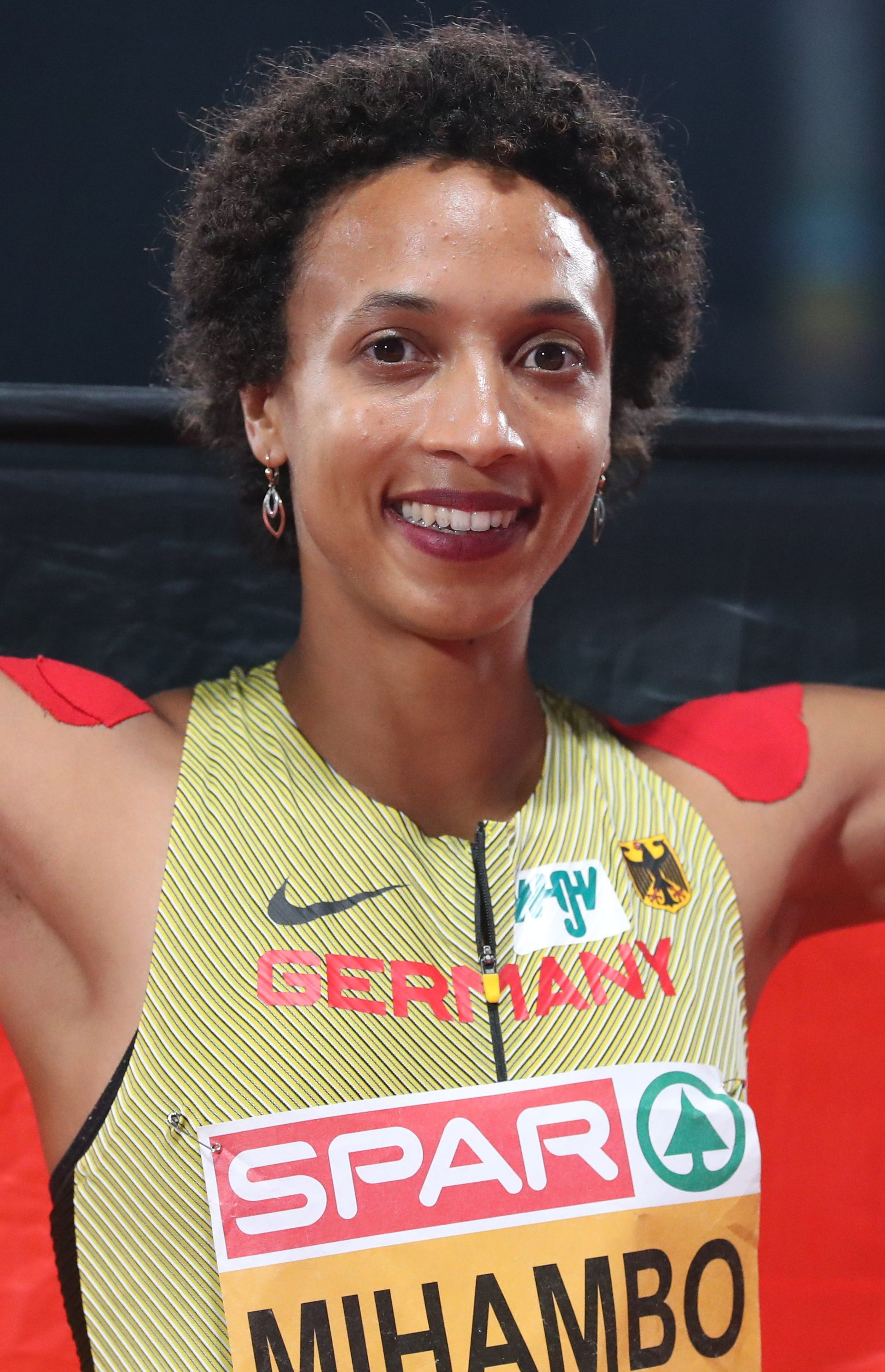
Malaika Mihambo

- 01. Februar: John Herron, schottischer Fußballspieler
- 02. Februar: Tunay Deniz, deutsch-türkischer Fußballspieler
- 03. Februar: Malaika Mihambo, deutsche Leichtathletin
- 04. Februar: Nils Ehlers, deutscher Volleyball- und Beachvolleyballspieler
- 05. Februar: Moritz Krieter, deutscher Handballspieler
- 05. Februar: Lena Petermann, deutsche Fußballspielerin
- 06. Februar: Josh Webster, britischer Automobilrennfahrer
- 06. Februar: İbrahim Yılmaz, türkischer Fußballspieler
- 07. Februar: Christopher Antwi-Adjei, ghanaisch-deutscher Fußballspieler
- 07. Februar: Katharina Beddies, deutsche Handballspielerin
- 07. Februar: Ruth Gbagbi, ivorische Taekwondoin
- 08. Februar: Mateusz Biskup, polnischer Ruderer
- 08. Februar: Fabian Wiede, deutscher Handballspieler
- 10. Februar: Evelyn Insam, italienische Skispringerin
- 13. Februar: Memphis Depay, niederländischer Fußballspieler
- 22. Februar: Peter Bol, australischer Leichtathlet
- 24. Februar: Max-Henri Herrmann, französisch-deutscher Handballspieler
- 25. Februar: Mackenzie Arnold, australische Fußballtorhüterin
- 25. Februar: Ifeoma Onumonu, nigerianische Fußballspielerin
- 25. Februar: Lena Schulte, deutsche Fußballspielerin
- 26. Februar: Ahmet Çalık, türkischer Fußballspieler († 2022)
- 26. Februar: Jordan King, britischer Rennfahrer
- 27. Februar: Hou Yifan, chinesische Schachspielerin
- 28. Februar: Ryūga Suzuki, japanischer Fußballspieler
- 28. Februar: Huang Yaqiong, chinesische Badmintonspielerin

### März
- 01. März: Catriona Bisset, australische Leichtathletin
- 01. März: Sebastian Murawski, polnischer Fußballspieler
- 03. März: Sarah Pöppel, deutsche Skispringerin
- 03. März: Abdoulaye Touré, guineischer Fußballspieler
- 04. März: Steven Bastien, US-amerikanischer Leichtathlet
- 05. März: Kenan Karaman, deutsch-türkischer Fußballspieler
- 05. März: Lukas Pägelow, deutscher Fußballspieler
- 05. März: Daria Saville, russische Tennisspielerin
- 06. März: Yassin Ayoub, marokkanisch-niederländischer Fußballspieler
- 08. März: Marthe Koala, burkinische Leichtathletin
- 09. März: Isabel Drescher, deutsche Eiskunstläuferin
- 10. März: Mohamed Daf, senegalesischer Fußballspieler
- 10. März: Dina Meshref, ägyptische Tischtennisspielerin
- 10. März: Budu Siwsiwadse, georgischer Fußballspieler
- 11. März: Tayfun Aksoy, belgisch-türkischer Fußballspieler
- 11. März: Franziska Preuß, deutsche Biathletin
- 14. März: Matteo Agnesod, italienischer Naturbahnrodler
- 14. März: Melanie Eminger, deutsche Fußballspielerin
- 14. März: Richard Gonda, slowakischer Automobilrennfahrer
- 16. März: Joel Embiid, kamerunischer Basketballspieler
- 17. März: Katharina Leiding, deutsche Fußballspielerin
- 17. März: Marcel Sabitzer, österreichischer Fußballspieler
- 19. März: Miriam Ziegler, österreichische Eiskunstläuferin
- 20. März: Julia Clair, französische Skispringerin
- 20. März: Roberto Hernández, uruguayischer Fußballspieler
- 21. März: Felix Luckeneder, österreichischer Fußballspieler
- 22. März: Saad Bguir, tunesischer Fußballspieler
- 22. März: Danilo Wiebe, deutscher Fußballspieler
- 23. März: Matteo Beretta, italienischer Automobilrennfahrer
- 23. März: Gadi Kinda, israelischer Fußballspieler († 2025)
- 23. März: Nick Powell, englischer Fußballspieler
- 25. März: Samir Arab, maltesischer Fußballspieler
- 25. März: Justine Dufour-Lapointe, kanadische Freestyle-Skierin
- 26. März: Christian Hayden, österreichischer Fußballspieler
- 30. März: Laurențiu Brănescu, rumänischer Fußballspieler
- 30. März: Jetro Willems, niederländischer Fußballspieler

### April
- 01. April: Kevin Ramírez, uruguayischer Fußballspieler
- 02. April: Robin Krauße, deutscher Fußballspieler
- 03. April: Renáta Csiki, ungarische Handballspielerin
- 03. April: Christian Gartner, österreichischer Fußballspieler
- 05. April: Sei Muroya, japanischer Fußballspieler
- 05. April: Thomas Murray, neuseeländischer Ruderer
- 08. April: Sarah Brüßler, deutsche Kanutin
- 09. April: Mona Khaled, ägyptische Schachspielerin
- 11. April: Lukas Scepanik, deutscher Fußballspieler
- 15. April: Katie Bowen, neuseeländische Fußballspielerin
- 15. April: Axcil Jefferies, simbabwischer Automobilrennfahrer
- 15. April: Hauke Wahl, deutscher Fußballspieler
- 15. April: David Welde, deutscher Nordischer Kombinierer
- 17. April: Julia Kykkänen, finnische Skispringerin
- 18. April: Michael Gregoritsch, österreichischer Fußballspieler
- 18. April: Lucas Romero, argentinischer Fußballspieler
- 20. April: Riccardo Agostini, italienischer Automobilrennfahrer
- 20. April: Jonna Wasserfaller, schwedische Volleyballspielerin
- 21. April: Mitchell Weiser, deutscher Fußballspieler
- 22. April: Radosław Murawski, polnischer Fußballspieler
- 22. April: Nils Quaschner, deutscher Fußballspieler
- 22. April: Xenia Smits, deutsche Handballspielerin
- 24. April: Kira Schnack, deutsche Handballspielerin
- 25. April: Jake Caskey, englischer Fußballspieler
- 25. April: Erik Gülzow, deutscher Handballspieler
- 25. April: Jelena Iljinych, russische Eiskunstläuferin und Olympiasiegerin
- 25. April: Marcel Sobottka, deutscher Fußballspieler
- 25. April: Lucas Woudenberg, niederländischer Fußballspieler
- 26. April: Daniil Kwjat, russischer Automobilrennfahrer
- 27. April: Matthew Dawson, australischer Hockeyspieler
- 28. April: Jakub Klášterka, tschechischer Automobilrennfahrer
- 28. April: Maxim Simin, russischer Automobilrennfahrer
- 28. April: Mina Tanaka, japanische Fußballspielerin
- 29. April: Ken Roczen, deutscher Motocrossrennfahrer
- 29. April: Nícolas Sessler, brasilianischer Radrennfahrer
- 29. April: Valériane Vukosavljević, französische Basketballspielerin

### Mai
- 01. Mai: Adnan Khankan, syrischer Judoka
- 01. Mai: Nguyễn Thị Bích Thùy, vietnamesische Fußballspielerin
- 04. Mai: Eunice Kadogo, kenianische Leichtathletin
- 05. Mai: Dennis Srbeny, deutscher Fußballspieler
- 05. Mai: Hafizh Syahrin, malaiischer Motorradrennfahrer
- 06. Mai: Luca Schnellbacher, deutscher Fußballspieler
- 07. Mai: Kevin Herbst, deutscher Handballspieler
- 07. Mai: Andrés Robles, chilenischer Fußballspieler
- 08. Mai: Ajeé Wilson, US-amerikanische Mittelstreckenläuferin
- 08. Mai: Miriam Butkereit, deutsche Judoka
- 09. Mai: Vittorio Ghirelli, italienischer Automobilrennfahrer
- 10. Mai: Yūki Itō, japanische Skispringerin
- 11. Mai: Anthony Dittmar, deutscher Rollstuhltennisspieler
- 11. Mai: Fabienne Dongus, deutsche Fußballspielerin
- 11. Mai: Tamar Dongus, deutsche Fußballspielerin
- 11. Mai: Hagos Gebrhiwet, äthiopischer Langstreckenläufer
- 11. Mai: Damjan Marčeta, serbischer Fußballspieler
- 11. Mai: Andrea Reghin, italienischer Grasskiläufer
- 11. Mai: Yanina Weiland, deutsche Volleyballspielerin
- 13. Mai: Cameron McEvoy, australischer Schwimmer
- 14. Mai: Bronte Campbell, australische Schwimmerin
- 13. Mai: Yves Kunkel, deutscher Handballspieler
- 17. Mai: Tori Peeters, neuseeländische Leichtathletin
- 17. Mai: Stefan Terzić, serbischer Handballspieler
- 18. Mai: Markos Kalovelonis, griechisch-russischer Tennisspieler
- 19. Mai: María Xiao, spanische Tischtennisspielerin
- 20. Mai: Joshua Bell, australischer Sportschütze
- 21. Mai: Tom Daley, britischer Wasserspringer
- 22. Mai: Miho Takagi, japanische Eisschnellläuferin
- 24. Mai: Emma McKeon, australische Schwimmerin
- 24. Mai: Miliza Mirtschewa, bulgarische Leichtathletin
- 24. Mai: Hervaine Moukam, kamerunisch-französischer Fußballspieler
- 24. Mai: Andreas Veerpalu, estnischer Skilangläufer
- 24. Mai: Monika Zapalska, deutsche Leichtathletin
- 25. Mai: Madita Giehl, deutsche Fußballspielerin
- 26. Mai: Jherson Vergara, kolumbianischer Fußballspieler
- 27. Mai: Shawnacy Barber, kanadischer Stabhochspringer († 2024)
- 27. Mai: João Cancelo, portugiesischer Fußballspieler
- 30. Mai: Annika Meyer, dänische Handballspielerin

### Juni
- 01. Juni: Nicole Gerlach, österreichische Grasskiläuferin († 2019)
- 02. Juni: Finn Kretschmer, deutscher Handballspieler
- 02. Juni: Antonio Spavone, italienischer Automobilrennfahrer
- 04. Juni: Roosa Laakkonen, finnische Volleyballspielerin
- 07. Juni: Monika Hrastnik, slowenische Mountainbikerin
- 10. Juni: Kai Brünker, deutscher Fußballspieler
- 11. Juni: Jessica Fox, australische Kanutin
- 13. Juni: Franziska Bröckl, deutsche Fußballspielerin
- 14. Juni: Philipp Maier, deutscher Fußballspieler
- 17. Juni: Marc Pelosi, US-amerikanischer Fußballspieler
- 18. Juni: Meghna Singh, indische Cricketspielerin
- 20. Juni: Sarah Wellbrock, deutsche Schwimmerin
- 22. Juni: Adam Johnson, US-amerikanischer Eishockeyspieler († 2023)
- 23. Juni: Hervé Toumandji, zentralafrikanischer Leichtathlet
- 24. Juni: Mitch Evans, neuseeländischer Automobilrennfahrer
- 24. Juni: Sandra Ittlinger, deutsche Volleyballspielerin
- 28. Juni: Anish Giri, Schachgroßmeister russisch-nepalesischer Herkunft
- 28. Juni: Chioma Onyekwere, nigerianisch-US-amerikanische Leichtathletin
- 29. Juni: Kōtarō Sakurai, japanischer Automobilrennfahrer
- 30. Juni: Ņikita Meškovs, lettischer Schachspieler

### Juli
- 01. Juli: Zouheir Elgraoui, marokkanischer Volleyball- und Beachvolleyballspieler
- 01. Juli: Chloé Paquet, französische Tennisspielerin
- 04. Juli: Daniel Heber, deutscher Fußballspieler
- 04. Juli: Thomas Hodges, australischer Volleyball- und Beachvolleyballspieler
- 06. Juli: Lisa Schut, niederländische Schachspielerin
- 07. Juli: Friederike Abt, deutsche Fußballspielerin
- 08. Juli: Axel Borgmann, deutscher Fußballspieler
- 08. Juli: Tobias Müller, deutscher Fußballspieler
- 09. Juli: Pepe Oriola, spanischer Automobilrennfahrer
- 09. Juli: Cornelia Roider, österreichische Skispringerin
- 10. Juli: Kwasi Okyere Wriedt, ghanaisch-deutscher Fußballspieler
- 13. Juli: Johannes Bischofberger, österreichischer Eishockeyspieler
- 14. Juli: John McPhee, britischer Motorradrennfahrer
- 16. Juli: Arklon Huertas del Pino, peruanischer Tennisspieler
- 16. Juli: Jackie Kiddle, neuseeländische Ruderin
- 22. Juli: Lucas Massaro Garcia Gama, brasilianischer Fußballspieler
- 25. Juli: Jordan Lukaku, belgischer Fußballspieler
- 25. Juli: Anton Menner, österreichischer Volleyballspieler
- 25. Juli: Mohammad Amin al-Salami, syrischer Leichtathlet
- 27. Juli: Robyn Brown, philippinische Leichtathletin
- 28. Juli: Amy Cashin, australische Leichtathletin
- 28. Juli: Suan Lam Mang, myanmarischer Fußballspieler
- 29. Juli: Eleonore Tschakarowa, bulgarische Tennisspielerin
- 29. Juli: Werginie Tschakarowa, bulgarische Tennisspielerin
- 31. Juli: Marisca Overtoom, niederländische Fußballschiedsrichterin

### August
- 01. August: Domenico Berardi, italienischer Fußballspieler
- 01. August: Sarah Hendrickson, US-amerikanische Skispringerin
- 02. August: Jelena Prokofjewa, russische Synchronschwimmerin und Olympiasiegerin
- 03. August: Endogan Adili, Schweizer Fußballspieler
- 04. August: Amélie Ebert, deutsche Synchronschwimmerin
- 05. August: Sebastian Schonlau, deutscher Fußballspieler
- 06. August: Mathias Bonny, Schweizer Badmintonspieler
- 06. August: Plamen Miluschew, bulgarischer Tennisspieler
- 07. August: Krešimir Kovačević, kroatischer Fußballspieler
- 09. August: Vincent Vermeij, niederländischer Fußballspieler
- 12. August: Cristian Ramírez, ecuadorianischer Fußballspieler
- 12. August: Ethan Ringel, US-amerikanischer Automobilrennfahrer
- 13. August: Yannick Deichmann, deutscher Fußballspieler
- 13. August: Ryan Gibbons, südafrikanischer Radrennfahrer
- 14. August: Hannes Angerer, österreichischer Grasskiläufer
- 15. August: Oliver Schaller, Schweizer Badmintonspieler
- 16. August: Julian Pollersbeck, deutscher Fußballtorhüter
- 19. August: Nick Cassidy, neuseeländischer Automobilrennfahrer
- 19. August: Fernando Gaviria, kolumbianischer Radsportler
- 26. August: Max Emanuel, deutscher Handballspieler
- 27. August: Jacqueline Claude Ada, kamerunische Fußballspielerin
- 27. August: Lennart Palausch, deutscher Eishockeyspieler
- 29. August: Amelia Racea, rumänische Kunstturnerin
- 29. August: Kenny Prince Redondo, deutsch-spanischer Fußballspieler
- 29. August: Fabian Schubert, österreichischer Fußballspieler
- 30. August: Monika Povilaitytė, litauische Beachvolleyballspielerin
- 31. August: Angus Widdicombe, australischer Ruderer

### September
- 01. September: Leon Fesser, deutscher Fußballspieler
- 01. September: Carlos Sainz jr., spanischer Rennfahrer
- 04. September: Ibrahim Chakir, spanischer Leichtathlet
- 04. September: Jonas Meffert, deutscher Fußballspieler
- 05. September: Sarah Carli, australische Leichtathletin
- 05. September: Hayley Raso, australische Fußballspielerin
- 05. September: Guram Samuschia, georgischer Fußballspieler
- 06. September: Erich Berko, deutscher Fußballspieler
- 06. September: Andor Bolyki, ungarisch-deutscher Fußballspieler
- 06. September: Maël Corboz, US-amerikanischer Fußballspieler
- 06. September: Lucas Wolf, deutscher Automobilrennfahrer
- 07. September: Maren Lundby, norwegische Skispringerin
- 08. September: Marco Benassi, italienischer Fußballspieler
- 08. September: Dennis Slamar, deutscher Fußballspieler
- 09. September: Emanuel Archibald, guayanischer Leichtathlet
- 09. September: Ali Faez, irakischer Fußballspieler
- 11. September: Lucas Auer, österreichischer Automobilrennfahrer
- 11. September: Ghizlane Chhiri, marokkanische Fußballspielerin
- 11. September: Dwayne Benjamin Didon, seychellischer Schwimmer
- 11. September: Mateus dos Santos Castro, brasilianischer Fußballspieler
- 11. September: Teuvo Teräväinen, finnischer Eishockeyspieler
- 11. September: Patrick Tiernan, australischer Leichtathlet
- 12. September: Ni Ketut Mahadewi Istarani, indonesische Badmintonspielerin
- 12. September: Gideon Jung, deutsch-ghanaischer Fußballspieler
- 12. September: Elina Switolina, ukrainische Tennisspielerin
- 13. September: Julian Günther-Schmidt, deutscher Fußballspieler
- 14. September: Stanislau Hladtschanka, belarussischer Freestyle-Skier
- 14. September: Connor Krempicki, deutscher Fußballspieler
- 17. September: Antonio Carlos Souza da Silva Junior, brasilianischer Fußballspieler
- 19. September: Robert Ivanov, finnischer Fußballspieler
- 20. September: Marco Schikora, deutscher Fußballspieler
- 21. September: Georgia Baker, australische Radsportlerin
- 21. September: Lucie Míková, tschechische Skispringerin
- 22. September: Nathan Ellis, australischer Cricketspieler
- 23. September: Yerry Mina, kolumbianischer Fußballspieler
- 25. September: Monika Kendziora, deutsche Bahnradsportlerin
- 27. September: Nico Neidhart, deutscher Fußballspieler
- 29. September: Britteny Cox, australische Freestyle-Skierin
- 29. September: Yu Xiaohan, chinesische Badmintonspielerin
- 30. September: Alija Mustafina, russische Kunstturnerin und Olympiasiegerin

### Oktober
- 02. Oktober: Irina Alexandrowa, kasachische Handballspielerin
- 03. Oktober: Emese Tóth, ungarische Handballspielerin
- 05. Oktober: Maksym Nikitin, ukrainischer Eiskunstläufer
- 06. Oktober: Lisa Keferloher, deutsche Volleyballspielerin
- 06. Oktober: Halimah Nakaayi, ugandische Mittelstreckenläuferin
- 08. Oktober: Manuel Feil, deutscher Fußballspieler
- 08. Oktober: Leart Paqarada, kosovarischer Fußballspieler
- 09. Oktober: Asisat Oshoala, nigerianische Fußballspielerin
- 10. Oktober: Patrick Hobsch, deutscher Fußballspieler
- 15. Oktober: Marlon Ritter, deutscher Fußballspieler
- 18. Oktober: Muhammet Sözer, deutscher Futsal- und Fußballspieler
- 18. Oktober: Pascal Wehrlein, deutscher Automobilrennfahrer
- 20. Oktober: Alexandra Meyer, deutsche Handballspielerin
- 24. Oktober: Jalen Ramsey, US-amerikanischer American-Football-Spieler
- 25. Oktober: Gor Minasjan, armenischer Gewichtheber
- 25. Oktober: Ray Robson, US-amerikanischer Schachmeister
- 26. Oktober: Darja Schmeljowa, russische Bahnradsportlerin
- 26. Oktober: Şebnem Taşkan, deutsch-türkische Fußballspielerin
- 28. Oktober: Juan Boselli, uruguayischer Fußballspieler
- 29. Oktober: Lauretta Hanson, australische Radrennfahrerin

### November
- 04. November: Danijela Jackovich, australische Wasserballspielerin
- 06. November: Juliane Langgemach, deutsche Volleyballspielerin
- 07. November: Lukas Blohme, deutscher Handballspieler
- 08. November: Špela Rogelj, slowenische Skispringerin
- 09. November: Marine Partaud, französische Tennisspielerin
- 10. November: Luca Grünwald, deutscher Motorradrennfahrer
- 11. November: Caitlin Foord, australische Fußballspielerin
- 13. November: Visar Musliu, nordmazedonischer Fußballspieler
- 15. November: Jekaterina Alexandrowa, russische Tennisspielerin
- 19. November: Phil Healy, irische Leichtathletin
- 21. November: Saúl Ñíguez, spanischer Fußballspieler
- 23. November: Evie Millynn, neuseeländische Fußballspielerin
- 29. November: Edvin Hodžić, österreichischer Fußballspieler († 2018)
- 30. November: Marc Tur, spanischer Geher

### Dezember
- 01. Dezember: Ondřej Karafiát, tschechischer Fußballspieler
- 02. Dezember: Joshua Putze, deutscher Fußballspieler
- 04. Dezember: Franco Morbidelli, italienischer Motorradrennfahrer
- 06. Dezember: Giannis Antetokounmpo, griechischer Basketballspieler
- 10. Dezember: Matti Klinga, finnischer Fußballspieler
- 10. Dezember: Franz Pfanne, deutscher Fußballspieler
- 12. Dezember: Besar Halimi, kosovarisch-deutscher Fußballspieler
- 17. Dezember: Raffaele Marciello, italienischer Automobilrennfahrer
- 17. Dezember: Jewgenija Tarassowa, russische Eiskunstläuferin
- 20. Dezember: Jacko Gill, neuseeländischer Kugelstoßer
- 21. Dezember: Lorenzo Martini, italienischer Grasskiläufer
- 23. Dezember: Sopita Tanasan, thailändische Gewichtheberin
- 24. Dezember: Denis Kudla, deutscher Ringer
- 26. Dezember: Sandro Aeschlimann, Schweizer Eishockeytorhüter
- 26. Dezember: Abdoulrazak Issoufou Alfaga, nigrischer Taekwondoin
- 28. Dezember: Ebony Morrison, US-amerikanisch-liberianische Leichtathletin

### Genaues Datum unbekannt
- Farida Abaroge, äthiopische Leichtathletin
- Julian Fedtke, deutscher Handballschiedsrichter
- Florian Hafner, Schweizer Unihockeyspieler

## Gestorben

### Januar
- 01. Januar: Arthur Porritt, neuseeländischer Leichtathlet (* 1900)
- 03. Januar: Derna Polazzo, italienische Leichtathletin (* 1912)
- 05. Januar: Eliška Junková, tschechoslowakische Automobilrennfahrerin (* 1900)
- 08. Januar: Ruth Osburn, US-amerikanische Leichtathletin (* 1912)
- 09. Januar: Faruk Barlas, türkischer Fußballspieler, -schiedsrichter und -funktionär (* 1916)
- 11. Januar: József Háda, ungarischer Fußballspieler und -trainer (* 1911)
- 14. Januar: Ivan Fuqua, US-amerikanischer Leichtathlet (* 1909)
- 16. Januar: Jack Metcalfe, australischer Leichtathlet und Sportfunktionär (* 1912)
- 17. Januar: Helen Stephens, US-amerikanische Leichtathlet (* 1918)
- 18. Januar: Martinus Lambillion, niederländischer Boxer (* 1912)
- 26. Januar: Elsa Andersson, schwedische Wasserspringerin (* 1894)
- 29. Januar: Tollien Schuurman, niederländische Leichtathletin (* 1913)

### Februar
- 02. Februar: Mary Washburn, US-amerikanische Leichtathletin (* 1907)
- 03. Februar: Alan Helffrich, US-amerikanischer Leichtathlet (* 1900)
- 03. Februar: Ellen King, britische Schwimmerin (* 1909)
- 04. Februar: Bedri Gürsoy, türkischer Fußballspieler und -funktionär (* 1902)
- 04. Februar: Michail Linge, sowjetischer Sprinter und Olympiasieger (* 1958)
- 17. Februar: Gretchen Fraser, US-amerikanische Skirennläuferin (* 1919)
- 17. Februar: Frederick Weber, US-amerikanischer Moderner Fünfkämpfer und Fechter (* 1905)
- 19. Februar: Hubert Hammerschmidt, österreichischer Skisportler (* 1914)

### März
- 05. März: Konrad Heidkamp, deutscher Fußballspieler (* 1905)
- 13. März: Fritzi Löwy, österreichische Schwimmerin (* 1910)
- 14. März: Serge Blusson, französischer Radrennfahrer (* 1928)
- 22. März: Ilse Hornung, österreichische Eiskunstläuferin (* 1908)
- 22. März: Ulrich Poltera, Schweizer Eishockeyspieler (* 1922)
- 23. März: Hans Jakob, deutscher Fußballtorhüter (* 1908)
- 26. März: Wilhelm Kirschner, rumäniendeutscher Feldhandballspieler (* 1911)

### April
- 01. April: John Chase, US-amerikanischer Eishockeyspieler (* 1906)
- 03. April: William Thompson, kanadischer Skisportler und Skisportfunktionär (* 1905)
- 04. April: André Derrien, französischer Segler (* 1895)
- 04. April: Jean Schorn, deutscher Bahnradsportler (* 1912)
- 04. April: Jean-Pierre Weisgerber, luxemburgischer Fußballspieler (* 1905)
- 06. April: Catherine Lombard, französische Freestyle-Skierin (* 1965)
- 07. April: Sigmund Ruud, norwegischer Skispringer und Skirennläufer (* 1907)
- 08. April: Josef Neumann, Schweizer Leichtathlet (* 1911)
- 08. April: Paul Söllner, deutscher Ruderer (* 1911)
- 08. April: Josef Walla, österreichischer Motorradrennfahrer (* 1907)
- 18. April: Anni Stolte, deutsche Schwimmerin (* 1915)
- 20. April: Frederick Fortune, US-amerikanischer Bobfahrer (* 1921)
- 30. April: Vora Mackintosh, britische Skirennläuferin (* 1929)
- 30. April: Roland Ratzenberger, österreichischer Automobilrennfahrer (* 1960)

### Mai
- 01. Mai: Ayrton Senna, brasilianischer Automobilrennfahrer (* 1960)
- 02. Mai: Manfred Kersch, deutscher Leichtathlet (* 1913)
- 14. Mai: Cihat Arman, türkischer Fußballtorhüter, -trainer und -funktionär (* 1915)
- 15. Mai: Dave Albritton, US-amerikanischer Leichtathlet (* 1913)
- 15. Mai: Leonard Carpenter, US-amerikanischer Ruderer (* 1902)
- 15. Mai: Sherman Landers, US-amerikanischer Leichtathlet (* 1898)
- 21. Mai: Elisabeth Oestreich, deutsche Leichtathletin (* 1909)
- 21. Mai: Jacques Poch, französischer Autorennfahrer (* 1912)
- 24. Mai: Willi Eichhorn, deutscher Ruderer (* 1908)
- 26. Mai: Jules Keignaert, französischer Wasserballspieler (* 1907)
- 000Mai: Fernand Isselé, belgischer Wasserballspieler (* 1915)

### Juni
- 02. Juni: Ole Hegge, norwegischer Skilangläufer (* 1898)
- 08. Juni: Fritz Gaiser, deutscher Skilangläufer (* 1907)
- 11. Juni: Giovanni Turba, italienischer Leichtathlet (* 1905)
- 14. Juni: Emil Göing, deutscher Basketballspieler und -funktionär (* 1912)
- 15. Juni: Max Gassner, liechtensteinischer Skirennläufer (* 1926)
- 15. Juni: William Goodsir-Cullen, indischer Hockeyspieler (* 1907)
- 20. Juni: John Farrell, US-amerikanischer Eisschnellläufer (* 1906)

### Juli
- 02. Juli: Giovanni Battista Guidotti, italienischer Automobilrennfahrer und Automobilmanager (* 1902)
- 03. Juli: Toni Eisgruber, deutscher Skisportler (* 1912)
- 04. Juli: Almiro Bergamo, italienischer Ruderer (* 1912)
- 13. Juli: Anita Bärwirth, deutsche Kunstturnerin (* 1918)
- 15. Juli: William Walters, südafrikanischer Leichtathlet (* 1907)
- 17. Juli: André Blusset, französischer Skilangläufer (* 1904)
- 17. Juli: Jean Borotra, französischer Tennisspieler (* 1898)
- 21. Juli: Henri Mouillefarine, französischer Radrennfahrer (* 1910)
- 23. Juli: Umberto Cerati, italienischer Leichtathlet (* 1911)
- 30. Juli: Helmut Schäfer, deutscher Gewichtheber, Kampfrichter und Sportfunktionär (* 1908)

### August
- 01. August: Pierre Alleene, französischer Gewichtheber (* 1909)
- 08. August: Ada Smith, britische Turnerin (* 1903)
- 09. August: William Galbraith, US-amerikanischer Turner (* 1906)
- 10. August: Marie Dollinger, deutsche Leichtathletin (* 1910)
- 10. August: Kay Petre, kanadische Automobilrennfahrerin und Journalistin (* 1903)
- 12. August: Harold Tower, US-amerikanischer Ruderer (* 1911)
- 15. August: Erik Anker, norwegischer Segler (* 1903)
- 17. August: Luigi Chinetti, italienisch-US-amerikanischer Automobilrennfahrer (* 1901)
- 22. August: Tadeusz Adamowski, polnischer Eishockeyspieler und -trainer (* 1901)
- 28. August: Léonce Cretin, französischer Skilangläufer (* 1910)

### September
- 02. September: Jesús Chousal, chilenischer Radrennfahrer (* 1911)
- 03. September: Harold Brewster, US-amerikanischer Hockeytorhüter (* 1903)
- 04. September: Åke Ödmark, schwedischer Leichtathlet (* 1916)
- 05. September: Karen Maud Rasmussen, dänische Schwimmerin (* 1906)
- 11. September: Dernell Every, US-amerikanischer Fechter (* 1906)
- 14. September: William Berntsen, dänischer Segler (* 1912)
- 17. September: Peter Zaremba, US-amerikanischer Leichtathlet (* 1909)
- 19. September: Donald Lash, US-amerikanischer Leichtathlet (* 1912)
- 22. September: Albert Hassler, französischer Eishockeyspieler und Eisschnellläufer (* 1903)
- 22. September: Gerhard von Hessert, deutscher Bobfahrer (* 1906)
- 25. September: Arturo Bresciani, italienischer Radrennfahrer (* 1903)

### Oktober
- 01. Oktober: Ignazio Dionisi, italienischer Eishockeyspieler (* 1913)
- 01. Oktober: Bud Houser, US-amerikanischer Leichtathlet (* 1901)
- 03. Oktober: Lassi Parkkinen, finnischer Eisschnellläufer (* 1917)
- 06. Oktober: Horst Bretthauer, deutscher Handballspieler (* 1907 oder 1908)
- 09. Oktober: Fritz Fischer, österreichischer Leichtathlet (* 1908)
- 10. Oktober: Alex Wilson, kanadischer Leichtathlet (* 1905)
- 12. Oktober: Werner Kubitzki, deutsche Hockeyspieler (* 1915)
- 17. Oktober: Ralph Hill, US-amerikanischer Leichtathlet (* 1908)
- 25. Oktober: Antal Kocsis, ungarischer Boxer (* 1905)
- 27. Oktober: Wally Halder, kanadischer Eishockeyspieler (* 1925)
- 29. Oktober: Jalmari Kivenheimo, finnischer Turner (* 1889)
- 30. Oktober: Guy Middleton, französischer Schwimmer (* 1900)

### November
- 03. November: Archie Stinchcombe, britischer Eishockeyspieler und -trainer (* 1912)
- 07. November: Charles Mathiesen, norwegischer Eisschnellläufer (* 1911)
- 07. November: Archie San Romani, US-amerikanischer Leichtathlet (* 1912)
- 07. November: Arthur Sulley, britischer Ruderer (* 1906)
- 11. November: Christian Pravda, österreichischer Skirennläufer (* 1927)
- 11. November: Caroline Smith, US-amerikanische Wasserspringerin (* 1906)
- 12. November: Onni Rajasaari, finnischer Leichtathlet (* 1910)
- 15. November: Pol Braekman, belgischer Leichtathlet (* 1919)
- 23. November: Hubert Negele, liechtensteinischer Skirennläufer (* 1919)
- 27. November: Harald Christensen, dänischer Radrennfahrer (* 1907)

### Dezember
- 04. Dezember: Rudolf Riedl, österreichischer Eisschnellläufer (* 1907)
- 13. Dezember: Olga Rubzowa, sowjetische Schachweltmeisterin (* 1909)
- 14. Dezember: Lilly Scholz, österreichische Eiskunstläuferin (* 1903)
- 16. Dezember: David Dunlap, US-amerikanischer Ruderer (* 1910)
- 17. Dezember: Olavi Talja, finnischer Leichtathlet (* 1925)
- 18. Dezember: Bruno Parovel, italienischer Ruderer (* 1913)
- 20. Dezember: Ted Clayton, südafrikanischer Radrennfahrer (* 1911)
- 24. Dezember: André Rasenberg, niederländischer Boxer (* 1914)
- 26. Dezember: Edwin Wedge, US-amerikanischer Eisschnellläufer (* 1911)
- 29. Dezember: Eugen Sigg, Schweizer Ruderer (* 1898)
- 30. Dezember: Anton Rom, deutscher Ruderer (* 1909)

### Datum unbekannt
- Otto Kohfink, deutscher Motorradrennfahrer (* 1907)
- Carlos Nelli, brasilianischer Leichtathlet (* 1902)
- Władysław Segda, polnischer Fechter (* 1895)